# IFA W50
IFA W50 – samochód ciężarowy, który produkowany był przez VEB IFA w Ludwigsfelde w NRD w latach 1965–1990.

## Historia i opis pojazdu
Pod koniec 1959 roku w fabryce Ernst Grube Werdau rozpoczęły się prace nad następcą pojazdu ciężarowego IFA S4000-1. W 1961 roku powstał prototyp W45, który odpowiadał w dużej mierze seryjnej wersji W50. Ze względu na plan, który zakładał produkcję wielkoseryjną, 21 grudnia 1962 r. Rada Ministrów NRD podjęła decyzję o budowie fabryki i uruchomieniu produkcji w Ludwigsfelde. W czerwcu 1964 roku położono kamień węgielny pod tłocznię, a 1 lipca 1965 roku w nowo wybudowanej VEB IFA ruszyła produkcja W50 (od Werdau).
17 lipca 1965 roku z taśmy produkcyjnej zjechał pierwszy egzemplarz W50, którego do końca roku wyprodukowano 855 sztuk. Samochód produkowano w wielu wersjach m.in. skrzyniowej, wywrotka, nadwozie pod zabudowę, militarnej, strażackiej, dźwig, wóz spedycyjny, podwójna kabina, cysterna, meblowóz i wiele innych. Na potrzeby sektora rolniczego stworzono wersję W50 LA/Z wyposażoną w wał transmisyjny do napędu maszyn żniwnych. Pojazd występował w dwóch rodzajach napędu: tylnym i AWD, który dostał oznaczenie W50 LA. Na podwoziu W50 stworzono też zamiatarkę KM 2301 (Kehrmaschine). W pojazdach stosowano czterocylindrowy silnik wysokoprężny o pojemności 6,6 l i mocy 110 KM, którego moc w 1967 roku została zwiększona do 125 KM. W 1986 roku powstała rekordowa liczba egzemplarzy – 32 516. Od 1972 do 1979 roku trwały prace we współpracy z Robur-Werke (0611/D609) nad prototypami L60, które charakteryzowały się nową, kanciastą kabiną. Z powodów ekonomicznych i politycznych pojazdy nie weszły do produkcji seryjnej. W50 produkowany w 60 wariantach i 240 wersjach wyposażenia eksportowano m.in. do Czechosłowacji, Rumunii, Polski, na Węgry, a także do Wietnamu, Mozambiku i Iraku. W latach 80. eksportem było objęte 70% produkcji.
W 1987 roku pojawiła się zmodernizowana wersja L60 (od Ludwigsfelde). Charakteryzowała się silnikiem sześciocylindrowym 9,2 l o mocy 180 KM z fabryki w Nordhausen, odchylaną kabiną do przodu, przeprojektowaną deską rozdzielczą, kosmetycznymi zmianami kabiny oraz nowymi osiami. Z powodu embarga handlowego i zakazu sprzedaży licencji konstruktorzy musieli wstawić dwie skrzynie biegów dające łącznie osiem przełożeń + wsteczny. Jednak L60 ze względu na bardziej skomplikowaną konstrukcję nie zdobył uznania klientów w NRD. Po zjednoczeniu Niemiec pojazdy z fabryki w Ludwigsfelde nie mogły w żaden sposób konkurować z nowoczesnymi konstrukcjami z zachodu, a dodatkowo fabryka popadła w problemy finansowe i w sierpniu 1990 roku zakończono produkcję modelu L60 liczbą 20 289 egzemplarzy. 17 grudnia 1990 roku zakończono produkcję modelu W50 liczbą 571 789 egzemplarzy, co daje łącznie 592 078 sztuk W50 i L60.
W efekcie współpracy z koncernem Daimler-Benz w dniu 3 maja 1990 roku stworzono prototyp IFA 1318, który był bliźniaczą odmianą ciężarówki Mercedes-Benz LK, jednak z podzespołami z modelu L60. Ze względu na zjednoczenie Niemiec i ciężką sytuację zakładów pojazd nie wszedł do produkcji seryjnej.

## Poziom produkcji
| Rok  | W50    | L60 | produkcja |  | Rok  | W50     | L60    | produkcja |
| ---- | ------ | --- | --------- |  | ---- | ------- | ------ | --------- |
| 1965 | 855    |     | 855       |  | 1979 | 26 800  |        | 26 800    |
| 1966 | 5775   |     | 5775      |  | 1980 | 27 001  |        | 27 001    |
| 1967 | 10 564 |     | 10 564    |  | 1981 | 28 201  |        | 28 201    |
| 1968 | 14 785 |     | 14 785    |  | 1982 | 29 004  |        | 29 004    |
| 1969 | 16 953 |     | 16 953    |  | 1983 | 28 101  |        | 28 101    |
| 1970 | 17 966 |     | 17 966    |  | 1984 | 30 300  |        | 30 300    |
| 1971 | 18 800 |     | 18 800    |  | 1985 | 32 294  |        | 32 294    |
| 1972 | 19 800 |     | 19 800    |  | 1986 | 32 516  |        | 32 516    |
| 1973 | 21 623 |     | 21 623    |  | 1987 | 29 606  | 1734   | 31 340    |
| 1974 | 23 220 |     | 23 220    |  | 1988 | 22 378  | 6604   | 28 982    |
| 1975 | 23 900 |     | 23 900    |  | 1989 | 20 071  | 8081   | 28 152    |
| 1976 | 24 940 |     | 24 940    |  | 1990 | 13 405  | 3870   | 17 275    |
| 1977 | 26 278 |     | 26 278    |  | Suma | 571 789 | 20 289 | 592 078   |
| 1978 | 26 653 |     | 26 653    |  |      |         |        |           |

## Dane techniczne
Silniki
| Wersja               | Silnik:             | Średnica × skok tłoka: | Stopień sprężania: | Moc maks:                          | Maks. moment obrotowy     | V-max:   |
| -------------------- | ------------------- | ---------------------- | ------------------ | ---------------------------------- | ------------------------- | -------- |
| 4 VD 14,5 / 12-1 SRW | R4 6,6 l (6560 cm3) | 120 mm x 145 mm        | 18:1               | 110 KM                             | b.d.                      | 85 km/h  |
| 4 VD 14,5 / 12-1 SRW | R4 6,6 l (6560 cm3) | 120 mm x 145 mm        | 18:1               | 125 KM (92 kW) przy 2300 obr./min  | 422 Nm przy 1350 obr./min | 90 km/h  |
| 6 VD 13,5/12 SRF     | R6 9,2 l (9160 cm3) | 120 × 135 mm           | b.d.               | 180 KM (132 kW) przy 2300 obr./min | 634 Nm przy 1250 obr./min | 105 km/h |

## Galeria

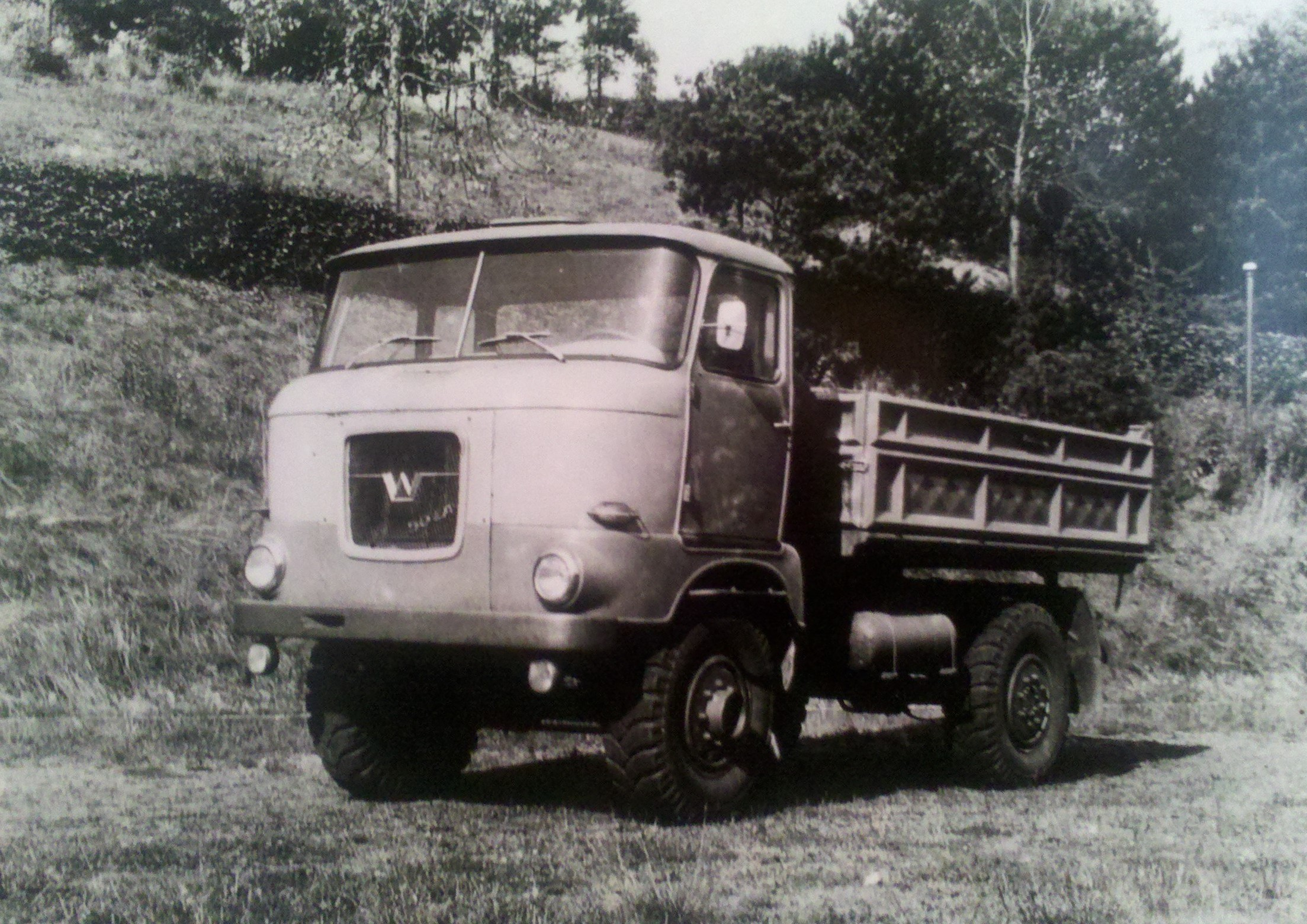
prototyp W50
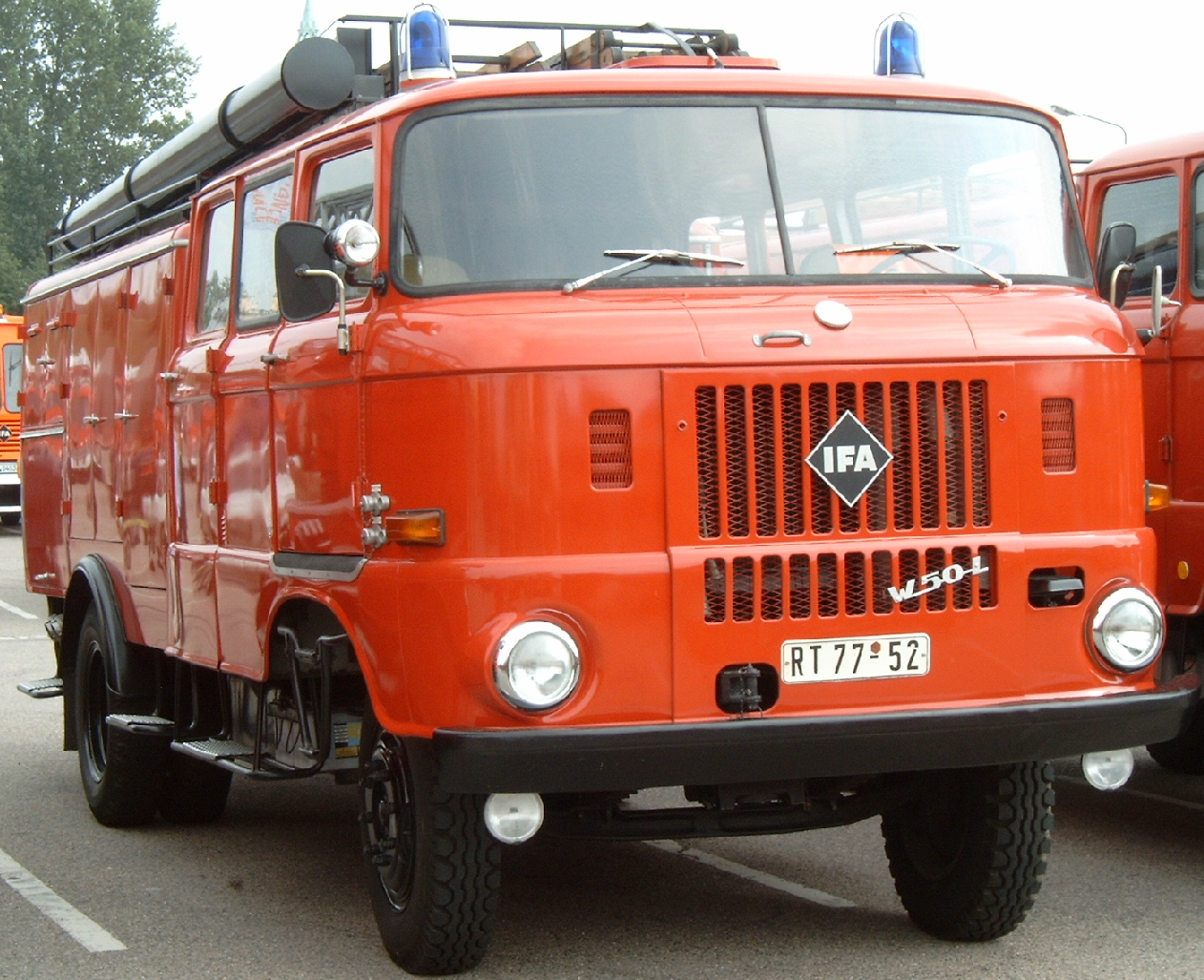
IFA W50 L jako wóz strażacki
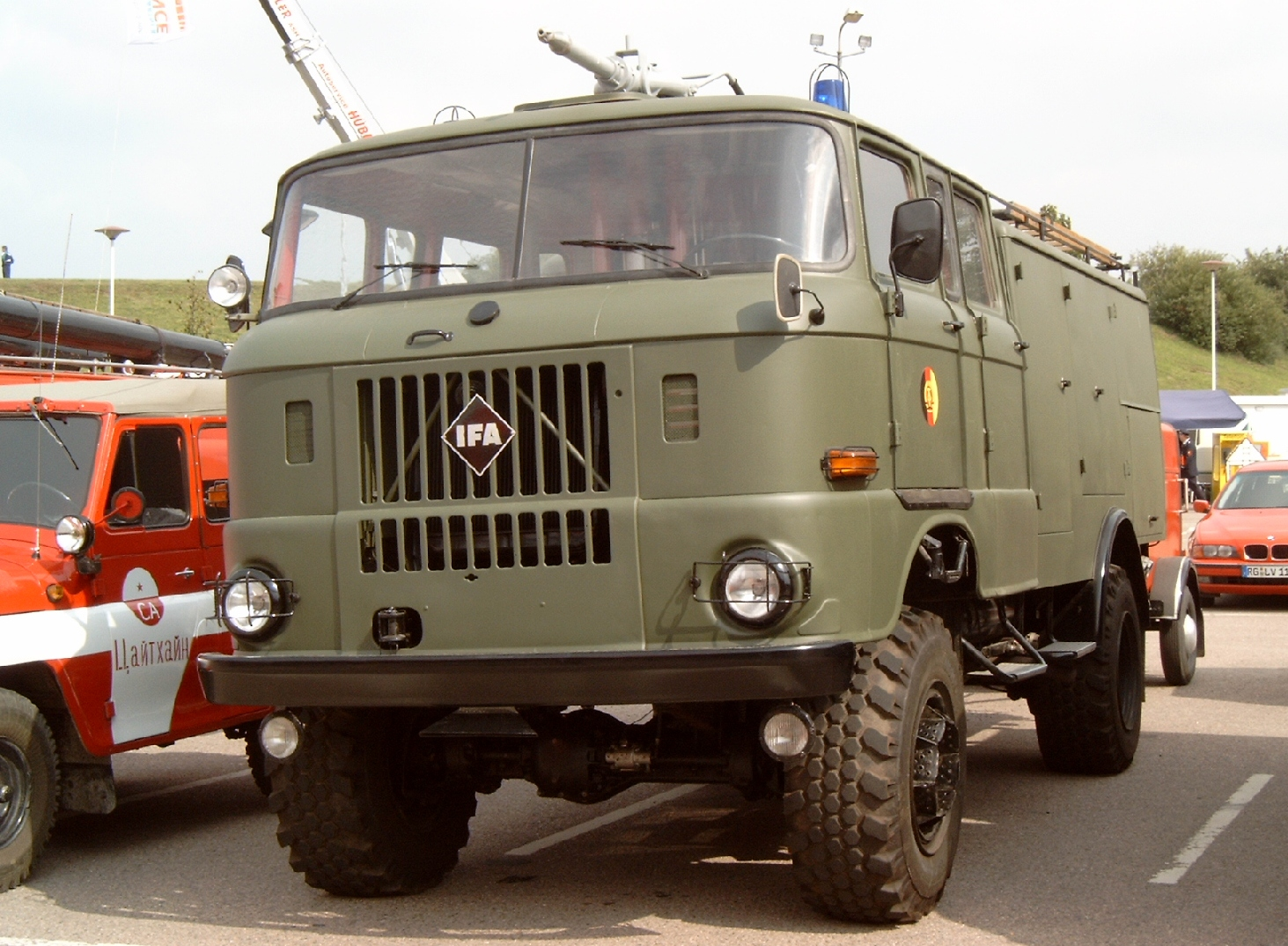
IFA W50 L w wersji militarnej
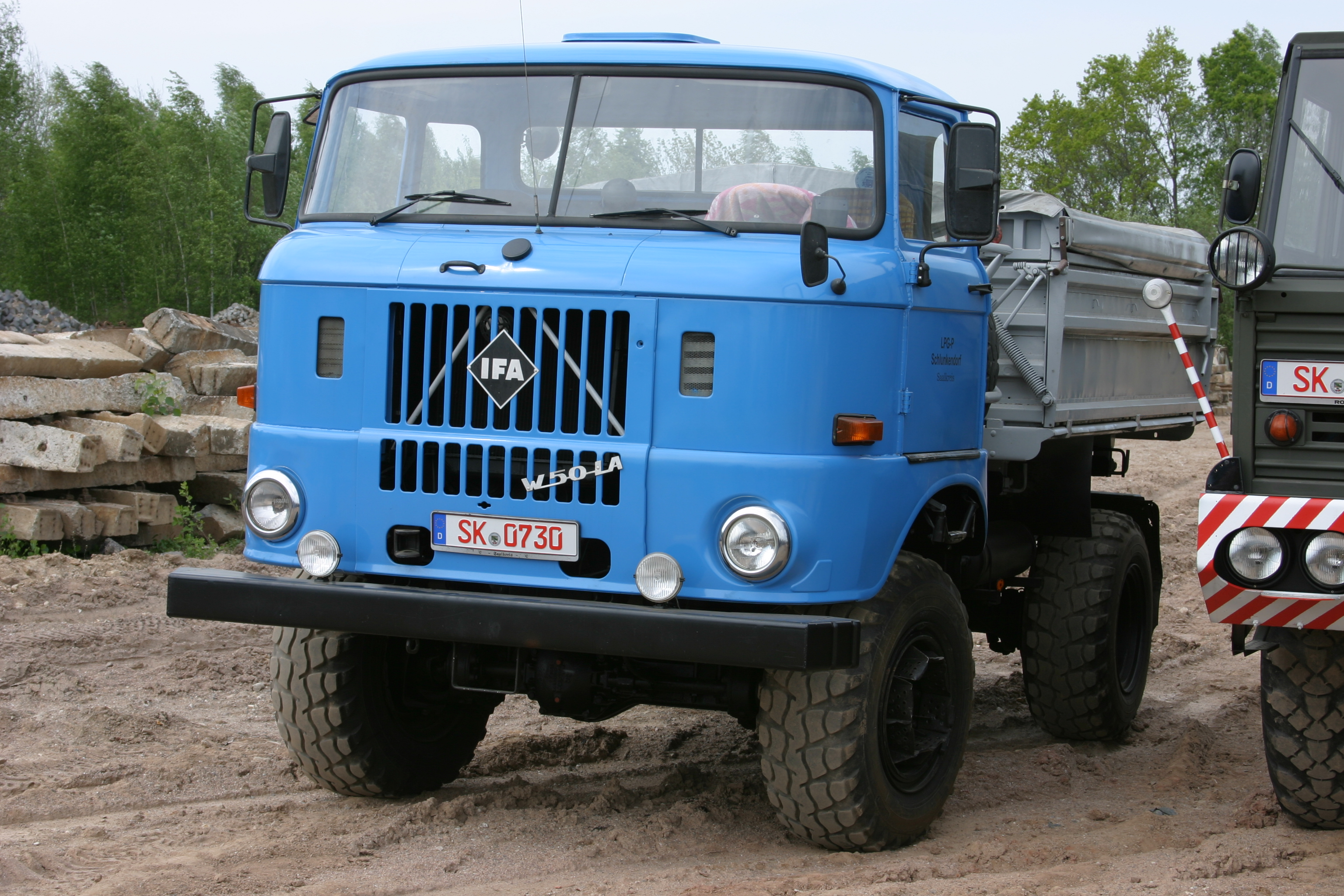
IFA W50 LA
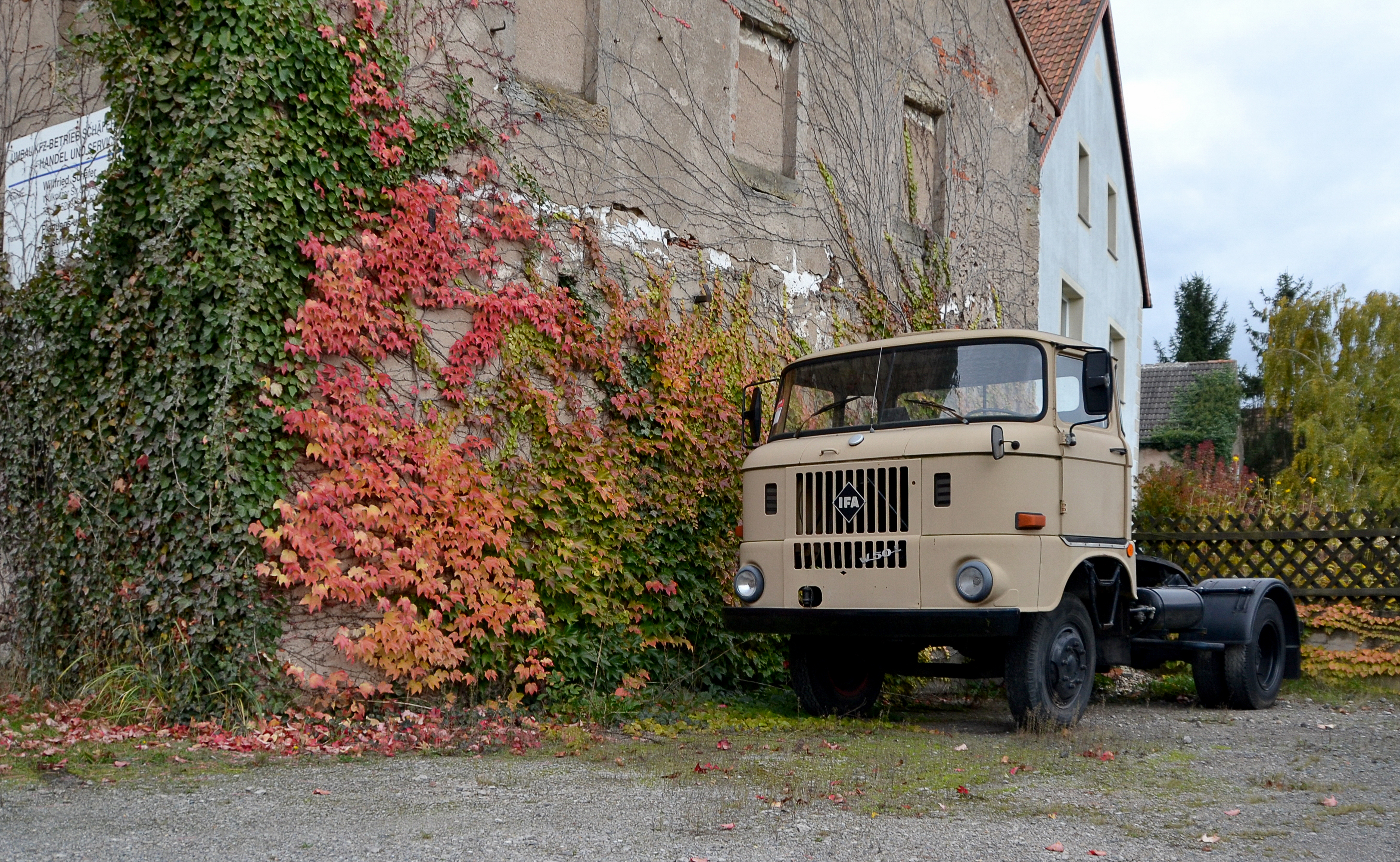
IFA W50 LS
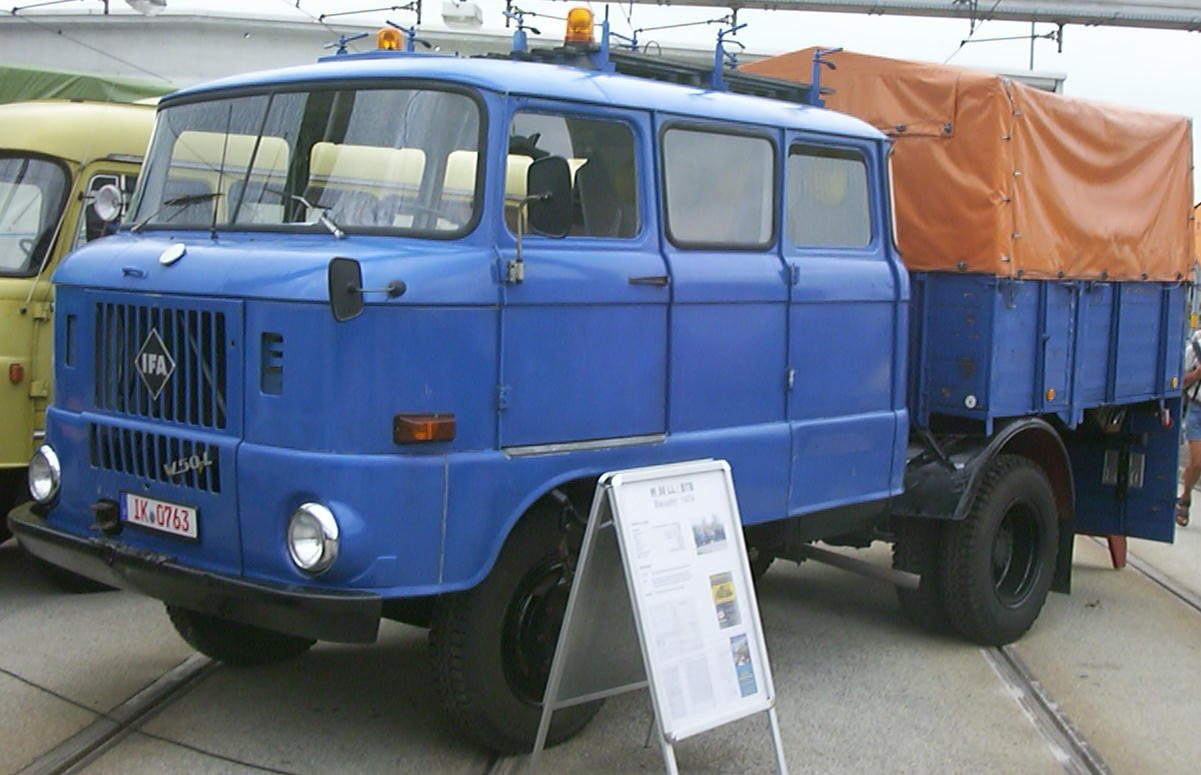
IFA W50 L podwójna kabina
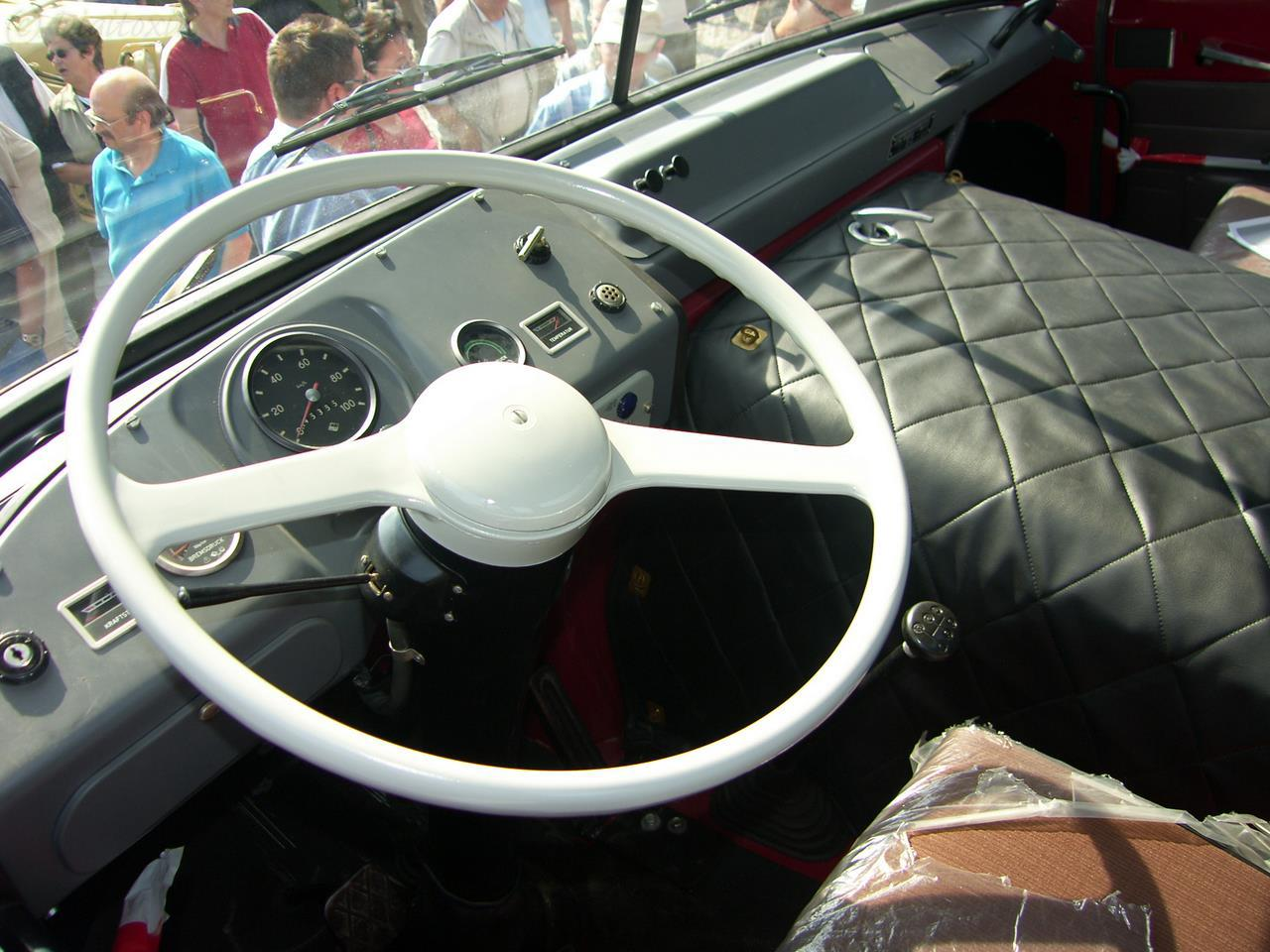
Wnętrze W50 L
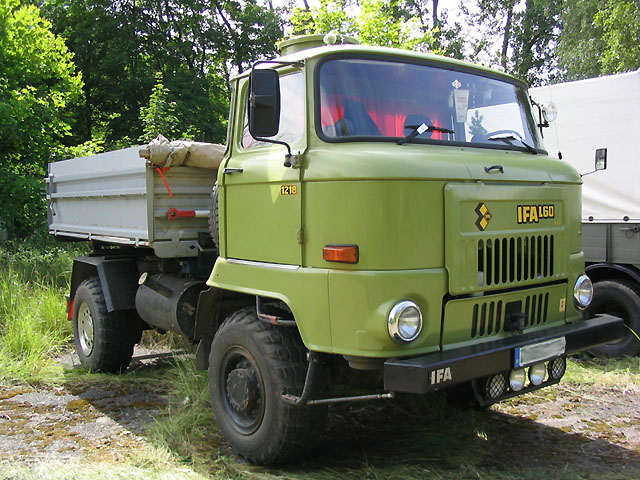
IFA L60
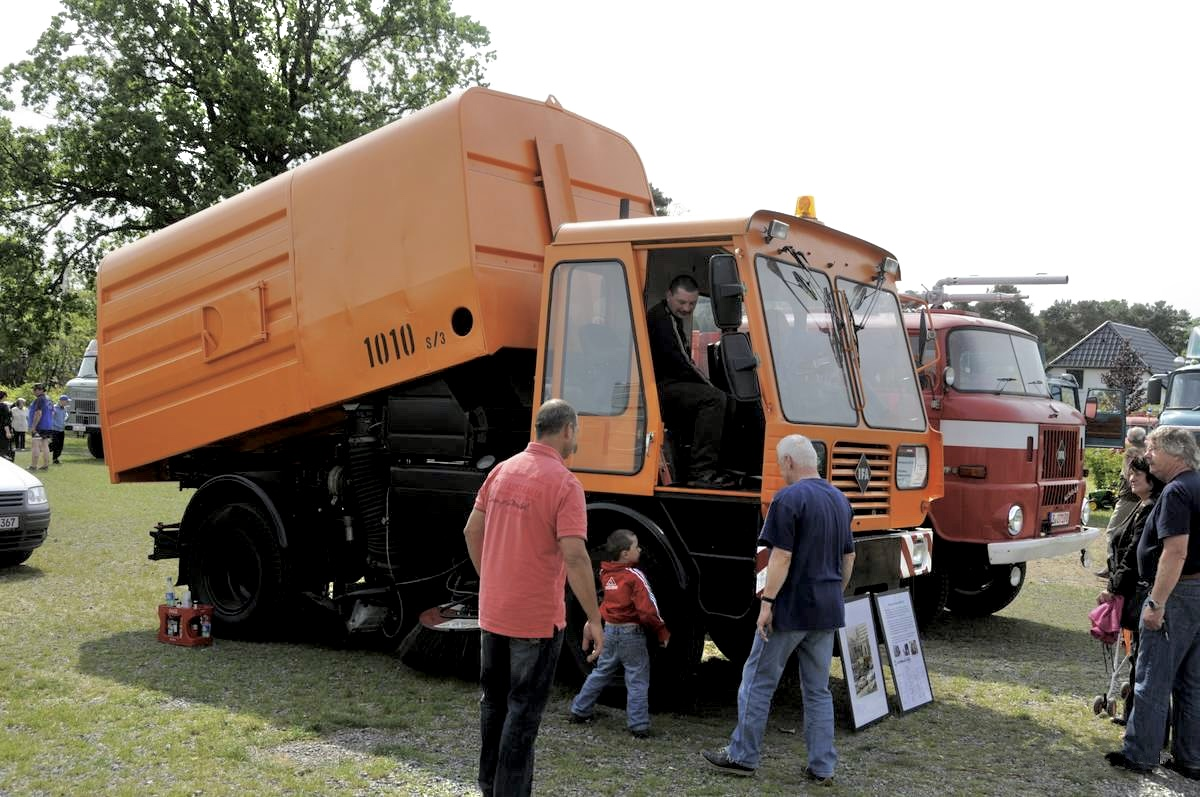
IFA KM 2301 Kehrmaschine
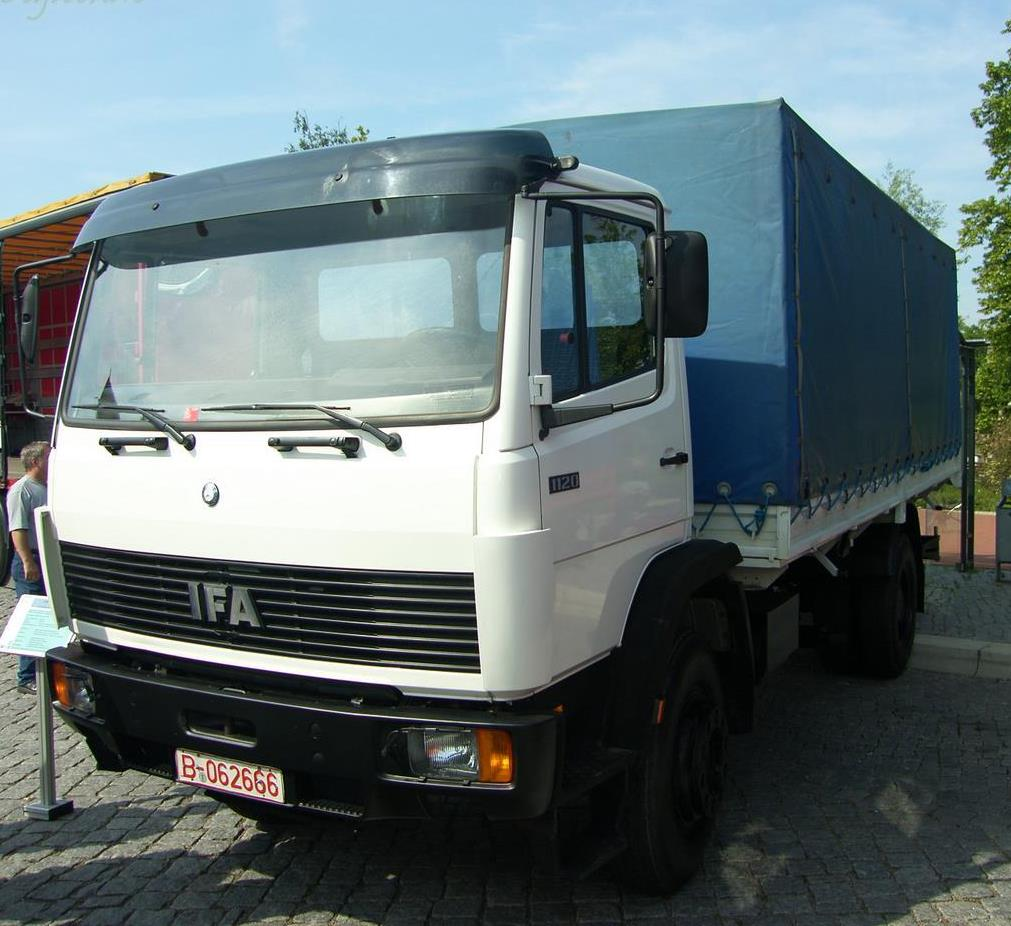
prototyp następcy – IFA 1318